# Juttulsjön
Juttulsjön är en sjö i Älvdalens kommun i Dalarna och ingår i Dalälvens huvudavrinningsområde. Sjön har en area på 0,881 kvadratkilometer och ligger 741 meter över havet. Sjön avvattnas av vattendraget Juttulbäcken. Vid provfiske har abborre, elritsa och gädda fångats i sjön.

## Delavrinningsområde
Juttulsjön ingår i det delavrinningsområde (689452-133961) som SMHI kallar för Utloppet av Juttulsjön. Medelhöjden är 749 meter över havet och ytan är 4,42 kvadratkilometer. Det finns inga avrinningsområden uppströms utan avrinningsområdet är högsta punkten. Juttulbäcken som avvattnar avrinningsområdet har biflödesordning 4, vilket innebär att vattnet flödar genom totalt 4 vattendrag innan det når havet efter 507 kilometer. Avrinningsområdet består mestadels av skog (45 procent) och sankmarker (36 procent). Avrinningsområdet har 0,88 kvadratkilometer vattenytor vilket ger det en sjöprocent på 19,9 procent.